# Rio Cachoeira (Marrecas)
Der Rio Cachoeira ist ein etwa 64 km langer linker Nebenfluss des Rio Marrecas im Inneren des brasilianischen Bundesstaats Paraná.

## Etymologie
Der portugiesische Begriff Cachoeira bedeutet auf Deutsch Wasserfall.

## Geografie

### Lage
Das Einzugsgebiet des Rio Cachoeira befindet sich auf dem Terceiro Planalto Paranaense (Dritte oder Guarapuava-Hochebene von Paraná).

### Verlauf
Sein Quellgebiet liegt im Munizip Turvo auf 1085 m Meereshöhe etwa 12 km südlich des Hauptorts nahe der Munizipgrenze zu Guarapuava. Er entspringt in der Comunidade Mapim an der Zufahrtsstraße von der PRC-466 zur Reserva Indígena Marrecas.
Der Fluss verläuft in der ersten Hälfte bis zur Stadt Turvo in nördlicher Richtung. Dort wendet er sich nach Nordosten.  Er mündet auf 821 m Höhe von links in den Rio Marrecas. Er ist etwa 64 km lang.

### Munizipien im Einzugsgebiet
Der Rio Cachoeira verläuft vollständig innerhalb des Munizips Turvo.